# Фаунтин (Минесота)
Фаунтин (енгл. Fountain) град је у америчкој савезној држави Минесота.

## Демографија
По попису из 2010. године број становника је 410, што је 67 (19,5%) становника више него 2000. године.
| Група             | 2000.       | 2010.       |
| Белци             | 338 (98,5%) | 397 (96,8%) |
| Афроамериканци    | 0 (0,0%)    | 0 (0,0%)    |
| Азијати           | 0 (0,0%)    | 2 (0,5%)    |
| Хиспаноамериканци | 0 (0,0%)    | 8 (2,0%)    |
| Укупно            | 343         | 410         |